# Гулиев, Данил Пири оглы
Данил Пири оглы Гулиев — советский хозяйственный, государственный и политический деятель.

## Биография
Родился в 1923 году в Амирджанах. Член КПСС с 1944 года.
Участник Великой Отечественной войны, затем студент, аспирант МГУ. С 1956 года — на хозяйственной, общественной и политической работе. В 1956—1990 гг. — старший научный сотрудник Института истории партии при ЦК КП Азербайджана, старший преподаватель, заведующий кафедрой, директор Бакинской Высшей партийной школы, министр высшего и среднего специального образования республики, секретарь ЦК КП Азербайджана, директор Института истории партии при ЦК КП Азербайджана.
Избирался депутатом Верховного Совета Азербайджанской ССР 6-11-го созывов.
Умер в Германии в 2001 году.